# Fondazione Prada

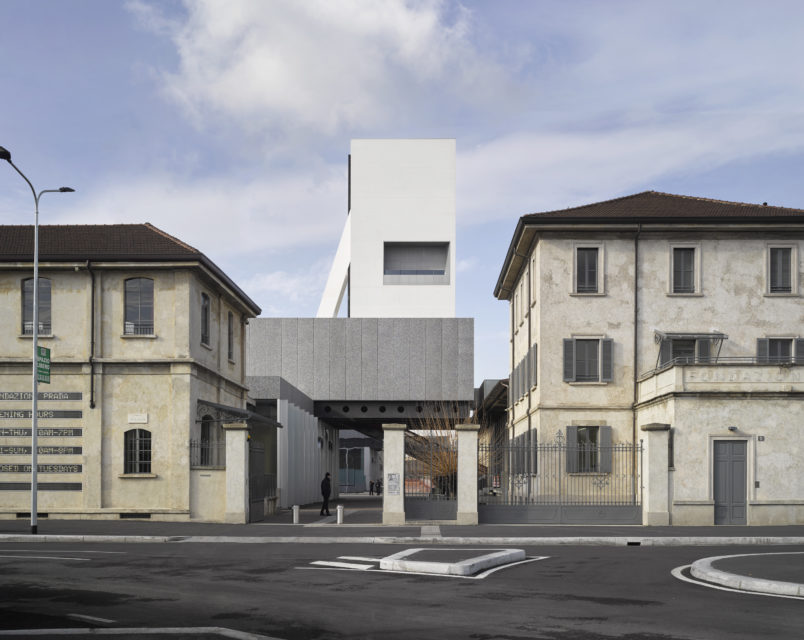
Fondazione Prada, 2015

Die Fondazione Prada ist ein Museums- und Ausstellungskomplex am Largo Isarco im Viertel Corvetto in Mailand. Sie ist der Sitz der gleichnamigen Kulturstiftung, die von Miuccia Prada und Patrizio Bertelli, den Inhabern des Mailänder Modehauses Prada, 1993 gegründet wurde.
Sie befindet sich auf dem Gelände einer ehemaligen Destillerie und setzt sich aus historischem Baubestand sowie aus Neubauten des niederländischen Architekten Rem Koolhaas zusammen.
Der Baukomplex umfasst ein Museum für zeitgenössische Kunst, Räume für Wechselausstellungen, eine Bibliothek, ein Auditorium, ein Kino, Funktionsräume, Restaurant und Café und eine Dachterrasse.

## Geschichte
Die Fondazione Prada, gegründet 1993, befindet sich heute am Largo Isarco Nr. 2. in Mailand auf dem Gelände einer ehemaligen Spirituosendestillerie aus dem Jahr 1910. Das Fabrikgelände hat eine Gesamtfläche von 18.900 m². Zum Baubestand gehörten Lager- und Fabrikationsräume, Labore, sowie ein Verkaufsraum, die um einen Innenhof gruppiert waren und in ihrem Bestand fast vollständig erhalten sind.
Seit 2000 ist die ehemalige Industriebrache im Besitz von Prada. Genutzt wurden sie als Lagerräume und gelegentlich für Fotoshootings oder Showevents.
2008 beauftragten Miuccia Prada und ihr Ehemann Patrizio Bertelli den niederländischen Architekten Rem Koolhaas, mit dem sie eine langjährige Zusammenarbeit verbindet, den Komplex in ein Museums- und Kulturzentrum umzugestalten. Die Planungs- und Bauzeit erstreckte sich über zehn Jahre. Eröffnet wurden die Ausstellungsräume der Fondazione Prada am 20. April 2018.
In der Eröffnungsausstellung 2018 wurden Werke von Carla Accardi, John Baldessari, William Copley, Mona Hatoum, Michael Heizer, Damien Hirst, Carsten Höller, Edward Kienholz, Nancy Reddin Kienholz, Jeff Koons, Walter De Maria und Pino Pascali gezeigt.

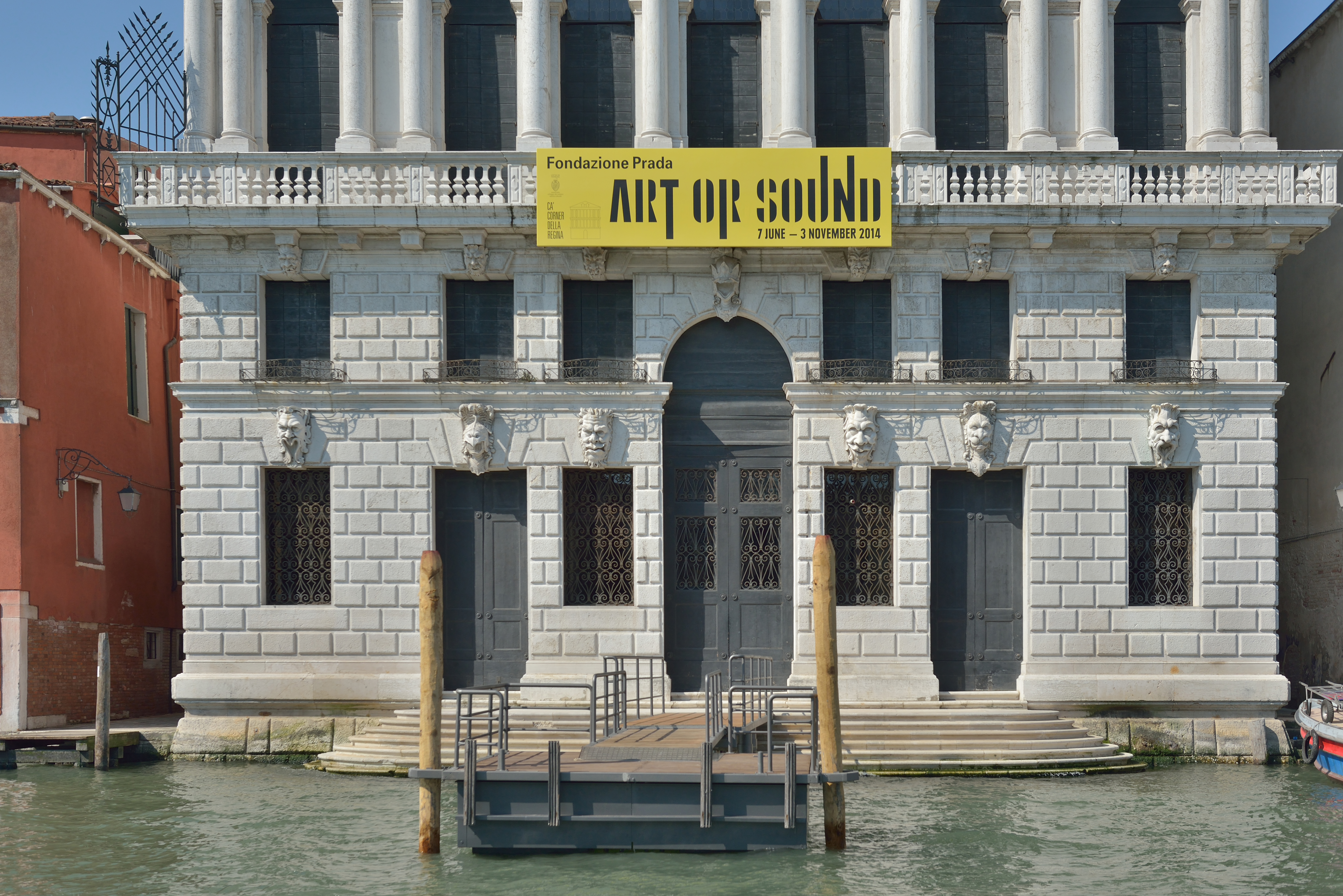
Ausstellung der Fondazione Prada in der Ca’ Corner della Regina am Canal Grande in Venedig

Die Fondazione unterhält seit 2011 eine Dependance in der Ca’ Corner della Regina in Venedig.
Die Fondazione hat mit der Stadt eine Nutzungsvereinbarung getroffen und nutzt das Haus nach umfangreichen Renovierungen für Wechselausstellungen.

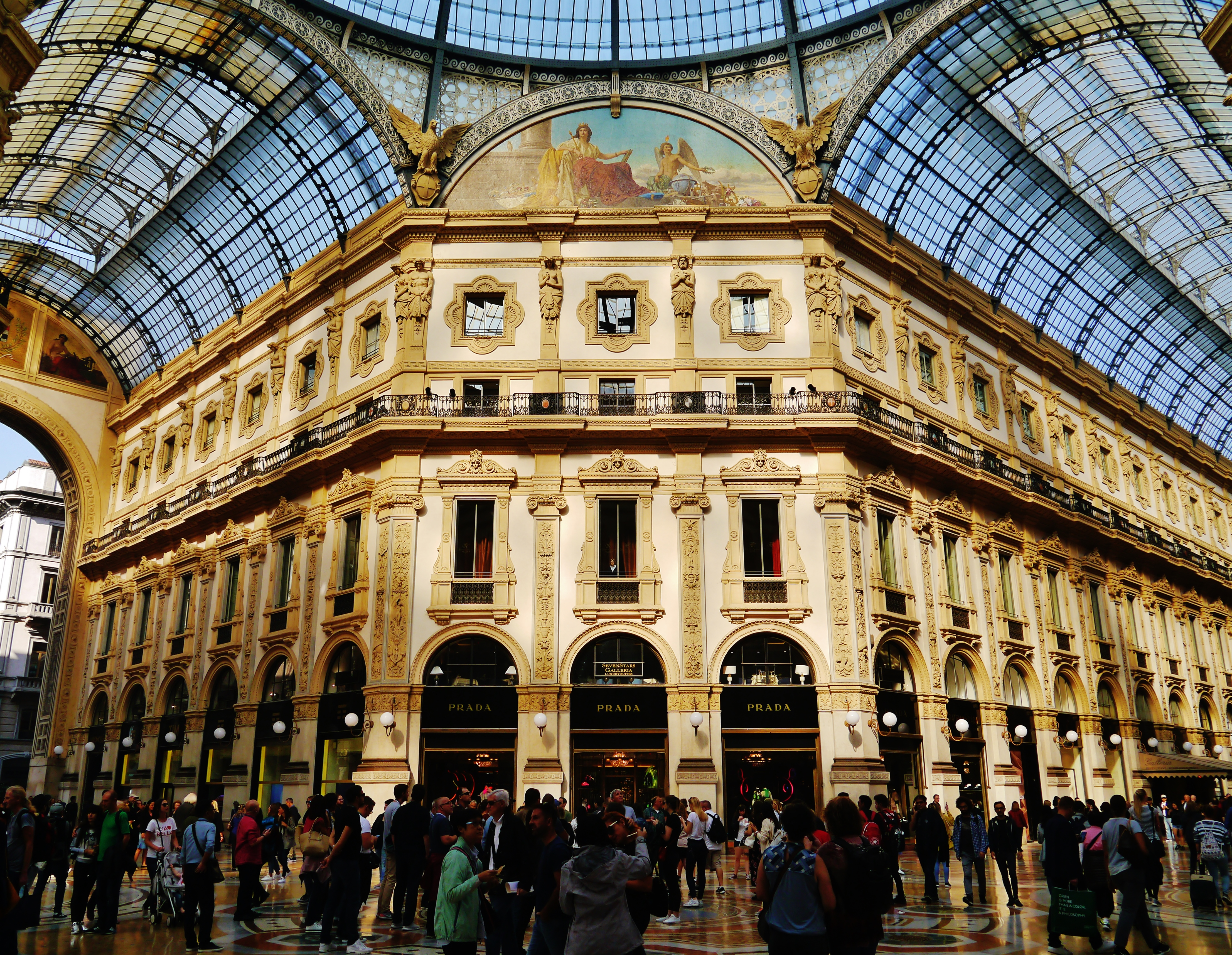
Prada-Haus in den Galleria Vittorio Emmanuele II

2016 eröffnete die Fondazione Prada in der Galleria Vittorio Emanuele II 62 in Mailand das Osservatorio, eine Galerie, die der Fotografie und den linguaggi visivi (Bildsprachen) gewidmet ist. Die Galerie befindet sich im fünften und sechsten Geschoss des Gebäudes auf der Höhe der zentralen Glaskuppel.

## Architektur und Innenausstattung
Der Gebäudekomplex besteht aus sieben historische Fabrikbauten und drei von Koolhaas entworfenen Bauwerken – das Podium, das Kino und der Turm –, die auf dem Grundstück so platziert sind, dass in den Zwischenräumen Straßen, Plätze und Höfe entstanden sind.
Rem Koolhaas und die Projektarchitekten Chris van Duijn und Federico Pompignoli von OMA schufen mit ihren Neubauten insgesamt 11.000 Quadratmeter zusätzliche Ausstellungsfläche.
Das Podium ist ein wuchtiger Kubus, der mit silbrig glänzendem Aluminiumschaum verkleidet ist. Das Kino bildet die Grundform einer ehemaligen Halle nach und ist vollkommen vespiegelt. Die Frontseite kann in kurzer Zeit zusammengefaltet und geöffnet werden, sodass ein großes Open-Air-Kino entsteht. Beide Neubauten sind keine frei stehenden Einzelbauten, sondern sind auf vielfältige Weise mit dem Altbestand verbunden.

### Museumsturm
Der Baukomplex wird durch den Museumsturm, Entwurf Rem Koolhaas, dominiert. Er ist 60 Meter hoch, hat neun unterschiedlich hohe Geschosse, die sich von 2,8 Metern im Erdgeschoss nach oben hin bis zu acht Meter Höhe vergrößern. Sechs Etagen mit jeweils unterschiedlichen Grundrissen, rechteckig oder trapezförmig zugeschnitten, sind Ausstellungsflächen, in den übrigen befinden sich die Räume für die Verwaltung und das Restaurant. Die Fundamente sind erdbebensicher gegründet und reichen bis in vier Meter Tiefe. Zugänglich sind die einzelnen Etagen durch den außen verlaufenden, gläsernen Aufzug an der Südseite des Turm. Der Turm wird an dieser Seite durch ein diagonal verlaufende Verstrebung gestützt, die im oberen Geschoss die Seitenwand durchdringt und auf der Dachterrasse endet. Sie dient der Stabilisierung und Ausbalancierung der Auskragungen an der Nordseite des Turms und ist gleichzeitig Hülle für Versorgungsleitungen. Die Ausstellungsetagen werden durch jeweils zwei in entgegensetzter Richtung verlaufende Treppen, die durch eine Glaswand getrennt sind, erschlossen.
Der Turm zeichnet sich auch durch die Vielfalt der verwendeten Baumaterialien aus: Grauer und weißer Travertin, Betonfliesen, Holz für Wände in einigen Galerie-Räumen, und ein rosafarbener Spezialstein aus Onyx und Kalk für den Aufzug.
Im Erdgeschoss ist der Turm mit zweigeschossigen Eingangshalle verbunden.

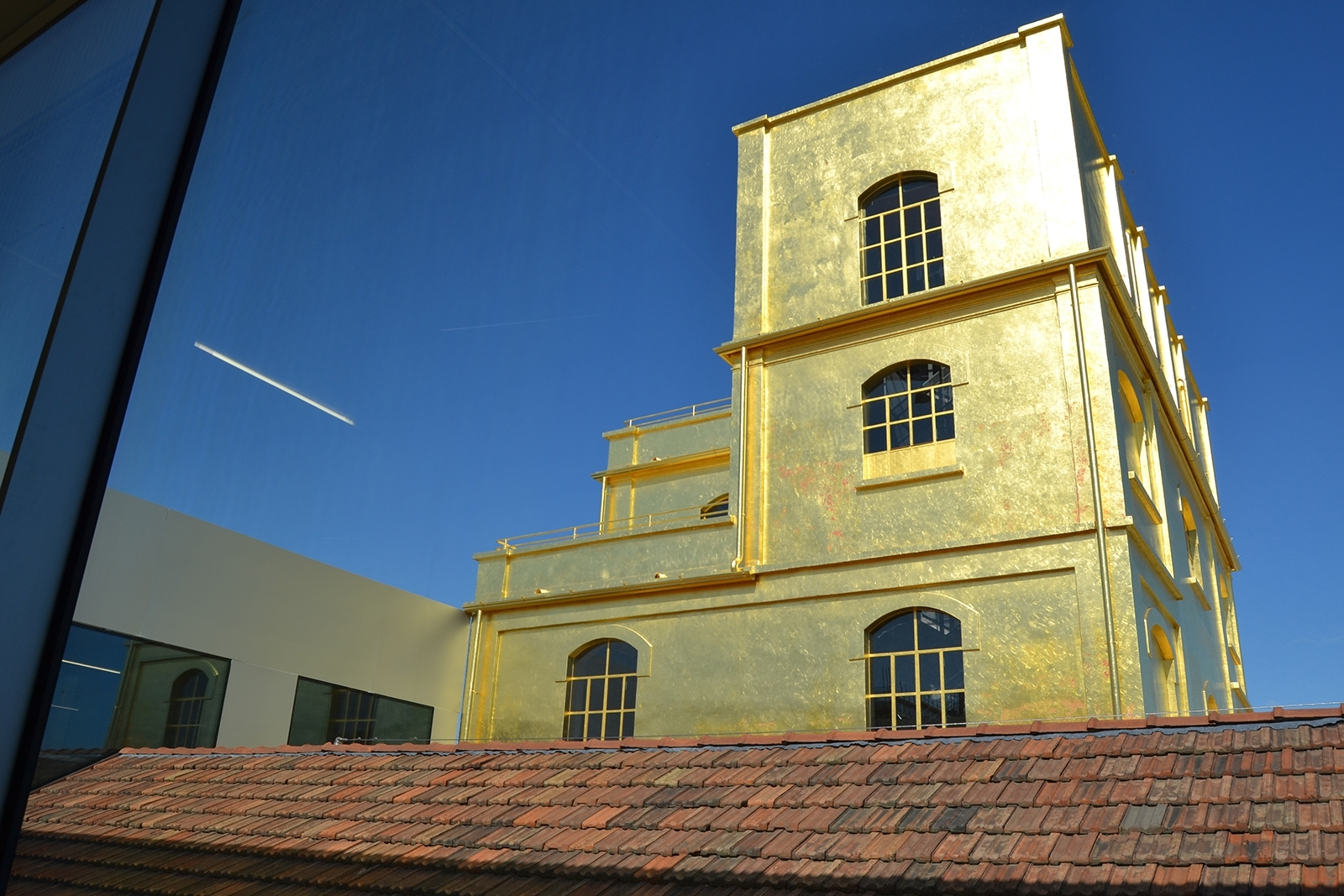
Haunted House, 2015

### DasHaunted House
Im Kontrast zu dem weißen Rem Koolhaas-Turm steht das zweithöchste Gebäude der Anlage, das sogenannte Haunted House, das zu dem alten Industriebestand zählt und 1910 errichtet wurde. Das Haus mit seinem unebenen Verputz wurde, ohne etwas an der Substanz zu verändern, vollständig, einschließlich Dachrinnen, Geländer und Fensterkreuzen, mit Gold überzogen. Von dem ursprünglichen Plan, das Gebäude mit Marmor zu verkleiden, wurde aus Kostengründen abgesehen.
Die Vergoldung des Gebäudes mit 200.000 Stück Blattgold à 24 Karat, insgesamt drei Kilo, wurde per Hand durch Spezialisten der Florentiner Firma Giusto Manetti Battiloro vorgenommen. Der Zugang ist wegen der engen räumlichen Verhältnisse im Inneren des Hauses beschränkt. Auf zwei Etagen werden in einer Dauerausstellung Werke von Louise Bourgeois und eine Installation von Robert Gober gezeigt.

### Bar Luce
Die Bar Luce im Erdgeschoss des Eingangsgebäudes wurde nach dem Design von Filmregisseur Wes Anderson eingerichtet. Anderson spielt im Dekor der Decke und dem breiten, umlaufenden Deckenfries auf die Galleria Vittorio Emanuele an. Die Möbel mit pastellfarbenem Resopal und der pinkfarbene Terrazzoboden tragen zum Retro-Look der Bar bei, spielen andererseits auf italienischen Filme der 50er und 60er-Jahre an. Wie Anderson erklärt, sind Das Wunder von Mailand (1951) von Vittorio de Sica und Rocco und seine Brüder (1960) von Luchino Visconti Vorbilder für das Design der Bar. Zu dieser nostalgisch gefärbten Einrichtung passen die Flipperautomaten und die Musicbox aus den 1950/1960ern. Die Bar ist von der Via Orobia aus zugänglich und auch außerhalb der Öffnungszeiten des Museums geöffnet.

## Accademia dei Bambini
Die Accademia dei Bambini, eine museumspädagogische Einrichtung, wurde in Kooperation mit der Neuropädiaterin Giannetta Ottilia Latis geplant. Entworfen wurden die Räumlichkeiten von Studenten der École Nationale Supérieure d’architecture in Versailles unter Anleitung der Architekten Cédric Libert und Elias Guenon.